# Sayf al-Din Suri
Sayf al-Din Suri fou un sobirà shansabànida de Ghur, probablement amb títol d'amir. Era fill de Izz al-Din Husayn Shansabani al que va succeir quan va morir el 1146.
La concepció de l'estat per la família shansabànida aleshores encara era tribal i patrimonial i Sayf al-Din Suri va repartir el país entre els seus germans. Va conservar la fortalesa d'Istiya com a centre del seu domini i capital; el seu germà Malik Kutb al-Din Muhammad va rebre la regió de Warshad o Warshar (on va iniciar la construcció de la ciutat-fortalesa de Firuzkuh i va agafar el títol de Malik al-Djibal; el títol malik apareix per primer cop); Nasir al-Din Muhammad va rebre Madin; Ala al-Din Husayn el Wadjiristan; Baha al-Din Sam va rebre Sanga (al districte de Mandesh) i Fakhr al-Din Masud va rebre Kashi al riu Hari Rud superior. La solidaritat familiar que esperava Sayf al-Din no estava ben arrelada i aviat van esclatar lluites entre els germans. Kutb al-Din que s'havia proclamat cap, va haver de fugir a la cort gaznèvida però el sultà Bahram Shah ben Masud (1118-1157) el va fer empresonar i després el va enverinar (1149).
Sayf al-Din Suri com a cap de família, va marxar immediatament a Gazni per complir amb l'obligació familiar de venjar al seu germà, i va ocupar la ciutat, però per manca de suport popular, ja que el poble i la noblesa eren molt fidels a la dinastia gaznèvida, la va haver d'abandonar. Quan tornava al seu territori al Ghur es va enfrontar a les forces de Bahram Shah i va caure presoner i fou executat per crucifixió considerada una mort innoble.
El va succeir com a cap de família i amir del Ghur el germà Baha al-Din Sam.